# Aeródromo Santa Eugenia
El Aeródromo Santa Eugenia (OACI: SCNI) es un terminal aéreo ubicado junto a la ciudad de San Nicolás, Provincia de Punilla, Región de Ñuble, Chile. Es de propiedad privada.